# Paweł Dawidowicz
Paweł Dawidowicz (ur. 20 maja 1995 w Olsztynie) – polski piłkarz występujący na pozycji obrońcy we włoskim klubie Hellas Verona oraz w reprezentacji Polski.

## Kariera klubowa
Dawidowicz jest wychowankiem Sokoła Ostróda. W 2011 przeniósł się do Lechii Gdańsk. 30 maja 2013 roku zadebiutował w Ekstraklasie w wyjazdowym meczu z Zagłębiem Lubin wygranym przez jego drużynę 3:0. W kolejnym sezonie Ekstraklasy był już podstawowym zawodnikiem drużyny rozgrywając 32 spotkania w lidze. 20 maja 2014 roku podpisał pięcioletni kontrakt z Benfiką. Transfer opiewał na kwotę 2,5 mln euro. Dawidowicz przez dwa sezony występował w drugiej drużynie portugalskiego klubu, po czym został wypożyczony do klubu 2. Bundesligi VfL Bochum, w którym rozegrał 17 spotkań. Sezon 2017/2018 spędził na wypożyczeniu z opcją transferu definitywnego w drużynie Serie B – US Città di Palermo. Włoski klub po sezonie nie skorzystał z prawa wykupu zawodnika. Kolejny sezon Dawidowicz rozpoczął w innym zespole Serie B, Hellasie Verona. Zawodnik ponownie został wypożyczony, tym razem z obowiązkiem późniejszego wykupu. W nowym zespole zadebiutował 12 sierpnia 2018 w meczu Pucharu Włoch przegranym 2:0 z Calcio Catania.

## Kariera reprezentacyjna
Paweł Dawidowicz został powołany na mecz seniorskiej reprezentacji Polski z Litwą, w którym jednak nie zagrał. 6 listopada 2015 został powołany na mecze towarzyskie z Islandią i Czechami. 17 listopada 2015 zadebiutował w meczu z Czechami i w 86 minucie zmienił Michała Pazdana. Dnia 12 maja 2016 został powołany przez Adama Nawałkę do szerokiej kadry na Mistrzostwa Europy w 2016 roku we Francji, nie zmieścił się jednak w grupie zawodników, którzy zagrali na turnieju.

## Statystyki kariery reprezentacyjnej
(aktualne na dzień 15 października 2024)
| Reprezentacja | Rok     | Mecze | Bramki |
| ------------- | ------- | ----- | ------ |
| Polska        |         |       |        |
| 2015          | 1       | 0     |        |
| 2021          | 7       | 0     |        |
| 2024          | 9       | 0     |        |
| Ogólnie       | Ogólnie | 17    | 0      |

| Mecze i gole w reprezentacji | Mecze i gole w reprezentacji | Mecze i gole w reprezentacji | Mecze i gole w reprezentacji | Mecze i gole w reprezentacji | Mecze i gole w reprezentacji | Mecze i gole w reprezentacji |
| Lp.                          | Data                         | Miasto                       | Przeciwnik                   | Gol                          | Wynik                        | Rozgrywki                    |
| ---------------------------- | ---------------------------- | ---------------------------- | ---------------------------- | ---------------------------- | ---------------------------- | ---------------------------- |
| 1.                           | 17.11.2015                   | Wrocław, Polska              | Czechy                       |                              | 3:1                          | towarzyski                   |
| 2.                           | 28.03.2021                   | Warszawa, Polska             | Andora                       |                              | 3:0                          | el. MŚ 2022                  |
| 3.                           | 08.06.2021                   | Poznań, Polska               | Islandia                     |                              | 2:2                          | towarzyski                   |
| 4.                           | 19.06.2021                   | Sewilla, Hiszpania           | Hiszpania                    |                              | 1:1                          | ME 2020                      |
| 5.                           | 02.09.2021                   | Warszawa, Polska             | Albania                      |                              | 4:1                          | el. MŚ 2022                  |
| 6.                           | 08.09.2021                   | Warszawa, Polska             | Anglia                       |                              | 1:1                          | el. MŚ 2022                  |
| 7.                           | 12.10.2021                   | Tirana, Albania              | Albania                      |                              | 1:0                          | el. MŚ 2022                  |
| 8.                           | 15.11.2021                   | Warszawa, Polska             | Węgry                        |                              | 1:2                          | el. MŚ 2022                  |
| 9.                           | 21.03.2024                   | Warszawa, Polska             | Estonia                      |                              | 5:1                          | el. ME 2024 Baraże półfinał  |
| 10.                          | 26.03.2024                   | Cardiff, Walia               | Walia                        |                              | 0:0 (k. 5:4)                 | el. ME 2024 Baraże finał     |
| 11.                          | 10.06.2024                   | Warszawa, Polska             | Turcja                       |                              | 2:1                          | towarzyski                   |
| 12.                          | 21.06.2024                   | Berlin, Niemcy               | Austria                      |                              | 1:3                          | ME 2024                      |
| 13.                          | 25.06.2024                   | Dortmund, Niemcy             | Francja                      |                              | 1:1                          | ME 2024                      |
| 14.                          | 05.09.2024                   | Glasgow, Szkocja             | Szkocja                      |                              | 3:2                          | LN 2024/2025                 |
| 15.                          | 08.09.2024                   | Osijek, Chorwacja            | Chorwacja                    |                              | 0:1                          | LN 2024/2025                 |
| 16.                          | 12.10.2024                   | Warszawa, Polska             | Portugalia                   |                              | 1:3                          | LN 2024/2025                 |
| 17.                          | 15.10.2024                   | Warszawa, Polska             | Chorwacja                    |                              | 3:3                          | LN 2024/2025                 |